# Пекарово
Пекарово (пол. Piekarowo) — село в Польщі, у гміні Мщонув Жирардовського повіту Мазовецького воєводства.
Населення — 60 осіб (2011).
У 1975-1998 роках село належало до Скерневицького воєводства.

## Демографія
Демографічна структура станом на 31 березня 2011 року:
|          | Загалом | Допрацездатний вік | Працездатний вік | Постпрацездатний вік |
| -------- | ------- | ------------------ | ---------------- | -------------------- |
| Чоловіки | 30      | 9                  | 19               | 2                    |
| Жінки    | 30      | 3                  | 17               | 10                   |
| Разом    | 60      | 12                 | 36               | 12                   |